# Papa Gregorio IX
Gregorio IX, nato Ugolino di Anagni, indicato anche come Ugolino dei conti di Segni (Anagni, 1170 circa – Roma, 22 agosto 1241), è stato il 178º papa della Chiesa cattolica dal 19 marzo 1227 alla sua morte. Fu il pontefice che canonizzò Francesco di Assisi il 16 luglio 1228, Antonio di Padova il 30 maggio 1232 e Domenico di Guzmán il 3 luglio 1234.

## Biografia
Nato ad Anagni intorno al 1170 (e non intorno al 1140 come fu supposto nei secoli scorsi), era figlio di Mattia di Anagni, ed era legato per parte di madre ai conti di Segni, e quindi imparentato con papa Innocenzo III: alcune fonti lo citano come nipote di Innocenzo, altre come suo cugino. Proprio in relazione a questo legame, sono comunemente ma erroneamente attribuiti a Ugolino-Gregorio IX, sia l'appartenenza in linea diretta alla stirpe dei conti di Segni, sia lo stemma dell'illustre casato.

### Formazione e carriera ecclesiastica
Iniziò gli studi presso la cattedrale di Anagni; successivamente studiò probabilmente legge all'Università di Bologna e sicuramente teologia in quella di Parigi. Il suo primo incarico ecclesiastico di rilievo fu quello di uditore presso il Tribunale della Rota Romana (comunemente noto come Sacra Rota).
Fu nominato cardinale diacono da papa Innocenzo III nel dicembre 1198, con titolo di Sant'Eustachio. Fu nominato arciprete della Basilica Vaticana, carica che mantenne fino al 1206, quando divenne cardinale vescovo di Ostia e di Velletri. Fu inviato come legato pontificio in Germania, in Lombardia e in Toscana, ed ebbe modo di conoscere l'imperatore Federico II. In tali occasioni riuscì anche a mediare con autorità la pace tra i diversi Comuni guelfi e ghibellini in lotta tra loro.
Grande rispetto e perfino amicizia dimostrò nei confronti di Francesco d'Assisi che sempre protesse, aiutandolo inoltre ad avere da papa Onorio III l'approvazione della Regola per il nascente Ordine Francescano. Uomo di grande sensibilità teologica, ma anche un integerrimo sostenitore delle guerre contro i musulmani, ebbe anche una significativa amicizia con Domenico di Guzmán, sostenendo parimenti l'Ordine Domenicano.
Nel 1219 divenne Decano del Sacro Collegio ed alla morte di Onorio III fu eletto papa.

### Conclavi
Durante il suo periodo di cardinalato, Ugolino di Anagni partecipò ai seguenti conclave:
- conclave del 1216, che elesse papa Onorio III
- conclave del 1227, che elesse papa lui stesso.

### Pontificato
Onorio III era deceduto il 18 marzo 1227, ed il giorno successivo il cardinale Ugolino di Anagni fu eletto pontefice. Fu consacrato nella Basilica di San Pietro il 21 marzo. 

#### Governo della Chiesa

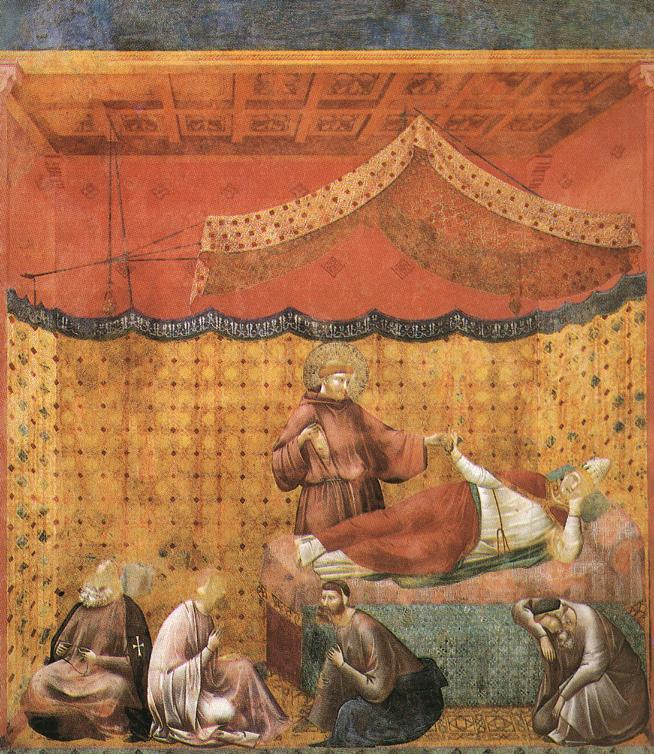
Giotto: Il sogno di papa Gregorio IX. Assisi

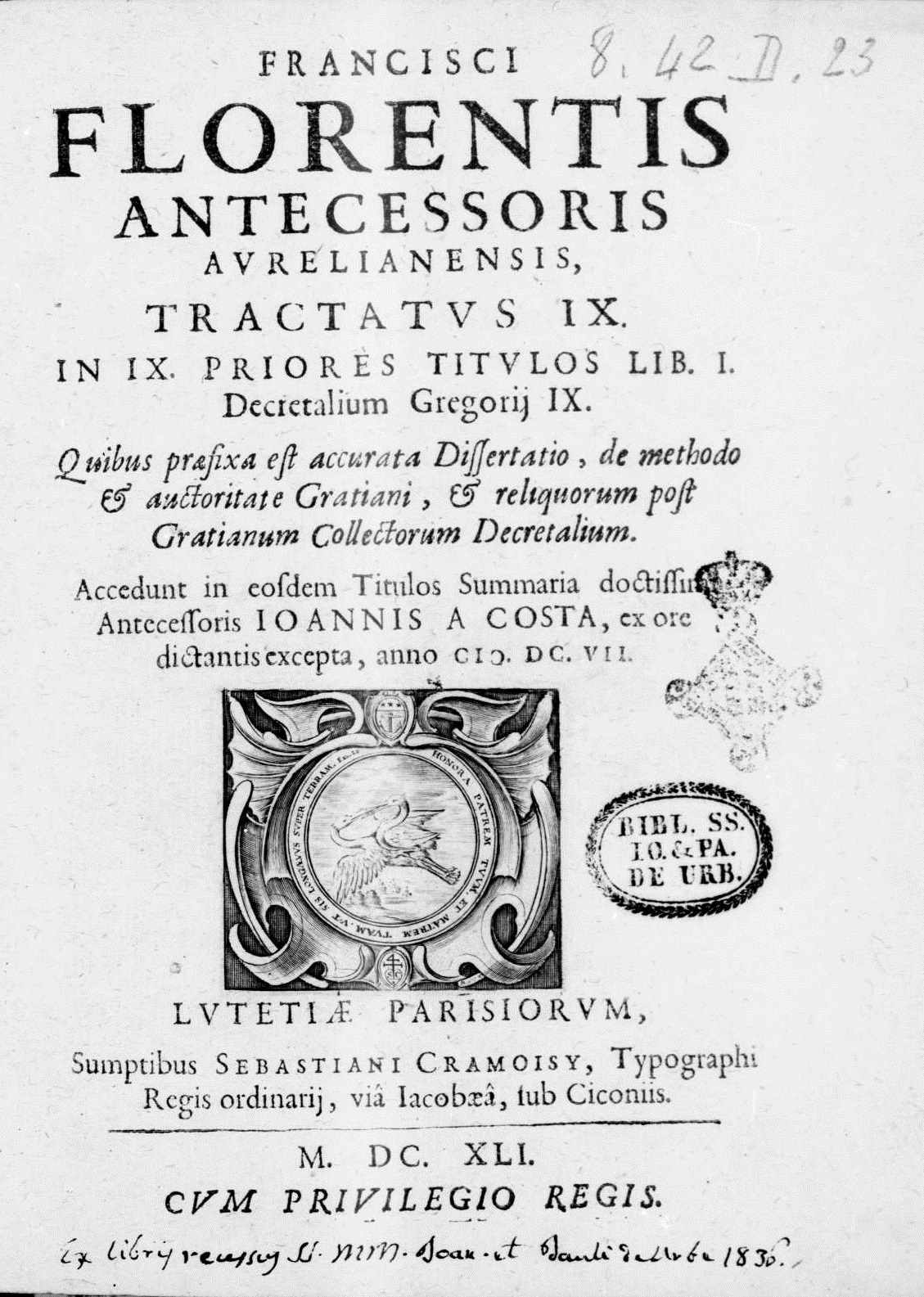
Le decretali del papa pubblicate da François Florent, In novem priores titulos libri primi Decretalium Gregorii IX, 1641

In continuità con la tradizione, Gregorio IX fu convinto assertore della superiorità morale e istituzionale del Papato sull'Impero. Seguì in ciò la tradizione storica di due grandi pontefici: Gregorio VII e Innocenzo III. Tra il 1231 e il 1234 istituì i primi tribunali ecclesiastici contro l'eresia, sottraendo così la materia alla giurisdizione civile. Per questo provvedimento venne considerato spesso il fondatore dell'Inquisizione, anche se in realtà l'Inquisizione trovò le prime origini nel pontificato di papa Lucio III (con la sua bolla Ad abolendam del 1184) e in quello di Innocenzo III (con il Concilio lateranense del 1215).
Il 13 aprile 1231 Gregorio IX pubblicò la bolla Parens scientiarum, che definiva i privilegi e gli obblighi dell'Università di Parigi.
Nel 1234, a conferma di una dichiarazione orale risalente a quattro anni prima, emise la bolla Pietati proximum, chiamata anche Bolla d'oro di Rieti, con la quale confermava all'Ordine teutonico la sovranità sui territori prussiani già conquistati e su quelli di una futura conquista ad est del corso inferiore della Vistola, oltre a riconoscere la sottomissione dell'ordine alla sola autorità pontificia.
A Gregorio IX si devono anche i processi di canonizzazione di Francesco d'Assisi (1228), di Antonio da Padova (1232), di Domenico di Guzmán (1234) e di Elisabetta d'Ungheria (1235); con alcuni di questi santi, come già accennato, ebbe anche rapporti diretti personali. Egli dispensò i francescani dall'obbligo della normale ufficiatura canonica, allora molto lunga, fornendo loro una raccolta di preghiere e di uffici divini in forma abbreviata, chiamata appunto "Breviario".
Fine conoscitore delle materie giuridiche, il papa nel 1234 fece completare la Nova Compilatio Decretalium, nuova e definitiva raccolta in un corpo unico delle cinque collezioni dei decreti dei precedenti pontefici, e che non veniva aggiornata dai tempi del giurista Graziano († 1145/47).
Gregorio contrastò fermamente l'eresia emanando leggi severe. Giunse a lanciare l'anatema anche contro il figlio di Federico II, Enrico VII di Hohenstaufen, a causa di suoi presunti atteggiamenti in favore dell'eresia (1234).
Nel 1235 approvò l'Ordine di Santa Maria della Mercede, istituto religioso fondato a Barcellona da Pietro Nolasco con lo scopo di liberare i cristiani catturati e fatti schiavi dai musulmani.

#### Relazioni con il Sacro Romano Imperatore

##### Sesta crociata e rivolta nel Regno di Sicilia
Uno dei primi atti del pontificato di Gregorio IX fu la richiesta a Federico II di mantenere le promesse fatte al suo predecessore Onorio III (cioè di non intervenire militarmente nei territori dell'Impero nel Nord Italia e di accettare le nomine dei vescovi incaricati dal papa stesso) e infine di organizzare una nuova crociata, la sesta crociata, per liberare la Terra santa, entro l'agosto dello stesso anno.
Il casato degli Svevi era padrone, dal 1194, del Regno di Sicilia. Federico II, era dal 1197 anche Re di Sicilia. Nel luglio 1227 fece convenire i crociati a Brindisi (nel territorio del regno), per imbarcarsi e salpare alla volta della Terra Santa. Lo scoppio di un'epidemia decimò numerosi crociati e lo stesso imperatore si ammalò. Convinto di poter guarire allontanandosi dal luogo dell'epidemia, Federico salpò, ma aggravatasi la sua malattia, e deceduti i nobili che erano con lui, fece ritorno in Italia sbarcando ad Otranto. Gregorio IX non credendo affatto alla malattia dell'imperatore, decise di non far dimenticare la promessa della crociata e accusò Federico di aver provocato l'epidemia e di essere un empio amico degli infedeli, giungendo a scomunicare l'imperatore dalla cattedrale di Bitonto. La scomunica, tuttavia, come era lecito attendersi, non fu seguita dalla deposizione, perché il prestigio di Federico II era notevole. Il fatto comunque suscitò malumore tra molti sovrani europei. Federico II intanto si recò a Pozzuoli per rimettersi in salute e nel dicembre 1227 rispose al pontefice che entro il maggio 1228 avrebbe avviato la crociata. Il Papa, non credendo alle sue dichiarazioni, ribadì la scomunica per l'inadempienza del trattato stipulato con il precedente pontefice.
Nel 1228 Federico II decise di onorare l'impegno di organizzare e indire una crociata in Terra santa. In giugno si imbarcò con il suo esercito a Brindisi diretto ad Acri. Qui trovò il Sultano disposto alla mediazione, e nel febbraio 1229 stipulò un trattato, la pace di Giaffa, che concedeva Gerusalemme ed i luoghi Santi all'Impero. Nella chiesa del Santo Sepolcro «si pose sul capo con le proprie mani la corona del regno di Gerusalemme» (che gli spettava in virtù del matrimonio con Isabella di Gerusalemme, morta appena l'anno prima) senza partecipare alla messa perché scomunicato. Tornò in Italia il 10 giugno 1229.
Nel frattempo Giovanni di Brienne, sostenuto da Gregorio IX, tentò di invadere il Regno di Sicilia. Federico II trovò il regno in preda alla rivolta: fu quindi subito impegnato in una guerra di riconquista del territorio. Già in ottobre l'insurrezione era domata. Furono avviate trattative con la Santa Sede che si trascinarono per diversi mesi, finché nell'estate del 1230 si giunse ad un accordo. Il Trattato di San Germano fu sottoscritto il 23 luglio 1230 nella chiesa maggiore della cittadina (l'odierna Cassino) dall'imperatore in persona e da Tommaso da Capua, cardinale di Santa Sabina, legato di Gregorio IX. Federico II restituiva le proprietà allo Stato della Chiesa riconoscendo lo stato di vassallaggio della Sicilia verso Roma. In agosto fu sciolta la scomunica all'imperatore e ai suoi aderenti. Il 1º settembre si ebbe lo storico incontro tra Gregorio IX e Federico II ad Anagni, città natale del pontefice.
Nei territori del Nord Italia Federico II si comportò diversamente: egli non rinunciò mai ad attaccare le città della Lega lombarda per ristabilire il dominio imperiale.

##### Conflitto tra famiglie guelfe e ghibelline di Roma
Nel dicembre 1227, dopo che Gregorio IX ribadì la scomunica all'imperatore Federico II, la potente famiglia dei Frangipane e i ghibellini di Roma si ribellarono al papa e lo costrinsero a fuggire dalla città e a rifugiarsi prima a Viterbo e poi a Perugia, da dove Gregorio IX scomunicò i sudditi ribelli. Gregorio IX tornò a Roma nel febbraio 1230, invocato dal popolo, dopo che durante la sua assenza si erano verificati eventi tragici per Roma: un'inondazione del Tevere ed una spaventosa carestia.
Nel 1234 Gregorio dovette nuovamente lasciare Roma, occupata dalle famiglie ghibelline; questa volta l'imperatore si mosse in suo aiuto. Federico II contribuì a sconfiggere i ribelli presso Viterbo in ottobre, peraltro con il determinante appoggio delle milizie pontificie poste sotto il comando del cardinale Raniero Capocci. Egli ottenne una vittoria definitiva in pochi mesi. Il Papa, comunque, rientrò a Roma solo nel 1237.
Nel 1237 l'imperatore ottenne il controllo del Nord Italia sconfiggendo le città ribelli della Lega lombarda a Cortenuova (nella pianura bergamasca). Per spavalderia inviò il Carroccio conquistato a Roma. Qui tale gesto rinvigorì le forze filo-imperiali, che organizzarono una nuova sommossa. Il Papa fu costretto nuovamente, nel luglio 1238, ad abbandonare la città alla volta di Anagni. Il conflitto tra guelfi e ghibellini romani si risolse con la vittoria dei guelfi ed il ritorno del Papa a Roma nell'ottobre dello stesso anno.

#### Convocazione del concilio ecumenico
Il pontefice aveva sanzionato pesantemente Enrico di Hohenstaufen, uno dei figli di Federico II, che si era ribellato al padre (1234), permettendo quindi all'imperatore di procedere legalmente contro di lui e contro i principi tedeschi ribelli. Fu questo un periodo in cui gli interessi del pontefice coincisero con quelli dell'imperatore. Si trattava in realtà di una tregua, che finì pochi anni più tardi.
Nel periodo delle lotte tra guelfi e ghibellini romani, Federico II, sfidando apertamente il Papa, aveva impedito le nomine vescovili ed aveva imprigionato i legati pontifici. Inoltre aveva conferito al figlio Enzo, che aveva sposato la vedova del giudice di Torres e vedova del giudice di Gallura, il titolo di Re titolare di Sardegna, inasprendo ulteriormente i rapporti con il pontefice. In risposta Gregorio IX emise una nuova scomunica per Federico II, la Domenica delle Palme del 1239. Si aprì un netto conflitto tra Papato ed Impero.  L'imperatore, che si sentiva investito del dovere di difendere l'impero da un papa alleato con i ribelli lombardi, cominciò a conquistare possedimenti dello Stato Pontificio con l'intento di isolare progressivamente Roma. Gregorio IX chiese aiuto alla Repubblica di Venezia, chiedendo di invadere l'Italia da Sud, precisamente dalla Puglia, e convocò a Roma un concilio ecumenico per la Pasqua del 1241 con lo scopo di deporre l'imperatore. Alla fine di aprile del 1241 le navi di diversi alti prelati, salpate da Genova, furono bloccate o affondate dagli imperiali tra le isole di Montecristo e del Giglio, nella Battaglia dell'Isola del Giglio.
Gregorio IX si dimostrò intransigente con l'imperatore e nemmeno il pericolo mongolo, che a quel tempo stava affacciandosi, lo indusse a riappacificarsi con Federico II. Lo stesso impero era in pericolo, ma Federico II non poteva lasciare l'Italia, mémore degli eventi accaduti durante la Sesta crociata. La rottura definitiva dei negoziati con l'imperatore causò anche l'allontanamento dalla curia del cardinale Giovanni Colonna che aveva preso le redini della fazione filo-imperiale subendone dure conseguenze.
Nel frattempo Gregorio IX bandì una crociata con partenza da Lione nel 1240, ma poi fece prevalere l'alleanza con Venezia, repubblica che aveva molte relazioni commerciali con i saraceni. Solo Federico II credeva ancora di poter tenere Gerusalemme, in quel momento tra l'altro in preda ai contrasti tra Giovanniti e Templari, e l'imperatore aiutò con tutti i mezzi i crociati a partire dalla Puglia.
La potenza militare di Federico II era tale che sembrava prossima l'invasione della stessa città di Roma da parte dell'esercito imperiale, quando il 22 agosto 1241 Gregorio IX moriva improvvisamente, a un'età comunque ragguardevole (non quasi centenario, come si pensava collocando erroneamente la nascita intorno agli anni quaranta dell'XII secolo). Federico II per dimostrare che non aveva nulla contro Roma lasciò l'assedio e proseguì il suo personale conflitto contro la Chiesa di Roma con Innocenzo IV (il successore di Gregorio, Celestino IV, regnò solo pochi giorni).

### Concistori per la creazione di nuovi cardinali
Papa Gregorio IX durante il suo pontificato ha creato 16 cardinali nel corso di 5 distinti concistori.

## Successione apostolica
La successione apostolica è:
- Vescovo Gregorio II di Aquino, O.S.B. (1206)
- Papa Onorio III (1216)
- Vescovo Sigfrido di Ratisbona (1227)
- Arcivescovo Mariano Filangeri (1227)
- Arcivescovo Silvestre Godinho (1231)
- Vescovo Balduin von Alna, O.Cist. (1232)
- Arcivescovo Wilbrand von Käfernburg (1235)
- Vescovo Walter Cantilupe (1237)
- Vescovo Guercio Tebalducci (1237)
- Vescovo João II Raol (1239)